# Island in the Sun
Island in the Sun (em português: Ilha ao Sol) é uma música da banda americana de rock Weezer, lançada em 2001 como o segundo single do seu terceiro álbum, de nome próprio, também conhecido como The Green Album. "Island in the Sun" não foi originalmente planeada para integrar o álbum, sendo o produtor Ric Ocasek aquele que lutou para que esta fizesse parte do produto final. A música foi um single de sucesso na rádio e provavelmente a mais popular canção da banda fora dos Estados Unidos, atingindo o 31.º lugar no Top 40 do Reino Unido, o 17.º lugar no Top 20 da França e o 7.º lugar no Triple J Hottest 100 da Austrália. "Island in the Sun" é também a faixa mais licenciada do catálogo dos Weezer. A Pitchfork Media nomeou-a como a 495.ª melhor música dos anos 2000.
No final de 2001, a banda reconstruiu o solo da música para os seus espectáculos ao vivo. Em 2005, Rivers Cuomo abria o encore da banda tocando sozinho a música com uma guitarra acústica, numa zona por trás do palco de onde actuavam. Nalgumas noites, este fazia crowd surfing até ao palco.
Esta música é mais leve que a sua anterior, o single pesado "Hash Pipe". A música também surge como faixa bónus em algumas versões do álbum Maladroit.

## Vídeos Musicais
Foram realizados dois vídeos musicais (videoclipes) para a música dos Weezer.

### Versão 1: Casamento Mexicano
Realizado por Marcos Siega, o vídeo mostra os Weezer a tocar a música no copo d'água de um casamento mexicano, no qual aparecem os quatro membros da banda. Esta versão permanece como a mais desconhecida das duas, recebendo pouco tempo de antena, apesar de se encontrar disponível para download no iTunes. O noivo no vídeo é o actor/cantor da SAG-AFTRA Tony Garcia.

### Versão 2: Animais
Realizado por Spike Jonze, o vídeo mostra os Weezer a brincar com vários animais selvagens num suposto monte remoto (apesar de ter sido filmado perto de Los Angeles, pensando-se que próximo dos montes de Simi Valley). Apenas Brian Bell, Rivers Cuomo e Patrick Wilson aparecem no vídeo, sendo que o baixista Mikey Welsh tinha saído da banda antes das gravações. Ocorreram rumores que o baixista original Matt Sharp teria sido abordado para aparecer no vídeo, apesar de não se saber se a oferta foi verídica. Os executivos da MTV não gostaram do vídeo de Siega, já que estes acreditavam que vários dos fãs caucasianos dos Weezer ficariam chateados por ver mexicanos felizes por se casarem em território americano, propondo à banda para filmarem outro vídeo com Jonze. Como resultado "Island in the Sun (Version Two)" teve maior exposição que a primeira versão, apresentando-se como o vídeo representativo da música.

## Análise da Música
A música foi composta na escala de G Maior. Os 4 acordes que são usados na maior parte da música são Em (vi), Am (ii), D (V) e G (I). O toque do baixo é conhecido pelo seu glissando no início da música, antes dos outros instrumentos surgirem, e pela sua progressão de acordes (riff) ao longo dos versos.

## Faixas
CD Promocional Para Rádio
| N.º | Título              | Compositor(es) | Duração |  |
| 1.  | "Island in the Sun" | Rivers Cuomo   | 3:20    |  |

CD Australiano
| N.º | Título                             | Compositor(es) | Duração |  |
| 1.  | "Island in the Sun"                | Rivers Cuomo   | 3:20    |  |
| 2.  | "Oh Lisa"                          | Rivers Cuomo   | 2:45    |  |
| 3.  | "Always"                           | Rivers Cuomo   | 2:05    |  |
| 4.  | "Hash Pipe" (Jimmy Pop Remix)      | Rivers Cuomo   | 3:24    |  |
| 5.  | "Island in the Sun" (Vídeo CD-ROM) |                |         |  |

CD1 Reino Unido
| N.º | Título                             | Compositor(es) | Duração |  |
| 1.  | "Island in the Sun"                | Rivers Cuomo   | 3:20    |  |
| 2.  | "Oh Lisa"                          | Rivers Cuomo   | 2:45    |  |
| 3.  | "Always"                           | Rivers Cuomo   | 2:05    |  |
| 4.  | "Island in the Sun" (Vídeo CD-ROM) |                |         |  |

CD2 Reino Unido
| N.º | Título              | Compositor(es) | Duração |  |
| 1.  | "Island in the Sun" | Rivers Cuomo   | 3:20    |  |
| 2.  | "Sugar Booger"      | Rivers Cuomo   | 3:40    |  |
| 3.  | "Brightening Day"   | Rivers Cuomo   | 2:11    |  |

Disco Vinil 7" Single Reino Unido (Vinil Amarelo)
| N.º | Título              | Compositor(es) | Duração |  |
| 1.  | "Island in the Sun" | Rivers Cuomo   | 3:20    |  |
| 2.  | "Always"            | Rivers Cuomo   | 2:05    |  |

CD Japão
| N.º | Título                 | Compositor(es) | Duração |  |
| 1.  | "Island in the Sun"    | Rivers Cuomo   | 3:20    |  |
| 2.  | "Teenage Victory Song" | Rivers Cuomo   | 3:05    |  |
| 3.  | "Starlight"            | Rivers Cuomo   | 3:19    |  |